# Баркисимето
Баркисимѐто (на испански: Barquisimeto) е град в южноамериканската държава Венецуела. Намира се в северозападната част на страната в щата Лара. Населението му е около 1 500 000 жители (2007 г.), а общата му площ е 2760 км². Основан е през 1563 г.